# Horisme punctiscripta
Horisme punctiscripta är en fjärilsart som beskrevs av Louis Beethoven Prout 1917. Horisme punctiscripta ingår i släktet Horisme och familjen mätare. Inga underarter finns listade i Catalogue of Life.